# 安尼瓦尔·汗巴巴

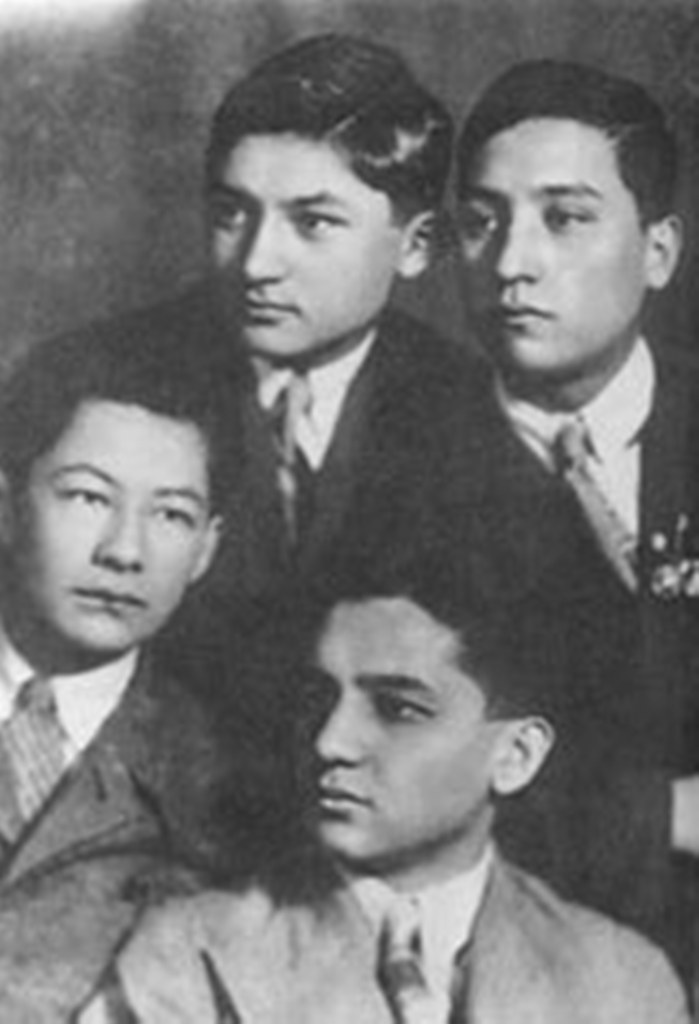
艾斯海提·伊斯哈科夫（后左一）和他的同学们在苏联莫斯科合影。前为安尼瓦尔·汗巴巴

安尼瓦尔·汗巴巴（1917年—），乌孜别克族，祖籍新疆迪化（今乌鲁木齐），生于苏联塔什干。中华人民共和国官员、教育家。

## 生平
1944年参加新疆三区革命。历任三区政府教育厅科长、伊犁专区教育局局长。
中华人民共和国成立后，经中共中央新疆分局书记王震、副书记徐立清及各位委员分别介绍，1949年12月30日，安尼瓦尔·汗巴巴等15位新疆各民族干部在中共中央新疆分局所在地迪化市新疆分局办公大楼集体宣誓加入中国共产党（无候补期），安尼瓦尔·汗巴巴成为中华人民共和国时期中国共产党在新疆发展的首批少数民族党员之一。
此后，历任新疆省教育厅厅长，中共新疆维吾尔自治区党委文教部部长，新疆维吾尔自治区文教办公室主任，新疆大学副校长，新疆维吾尔文教委会员主任，以及第一届中国共产党新疆维吾尔自治区委员会委员、新疆维吾尔自治区第四、五届政协副主席。是第二届全国人大代表、第六届全国政协委员。

## 家庭
- 妻：木卡达斯[2]